# Endurance 35
Endurance 35 är en ferrocementseglare  designad av fartygsarkitekten Peter Ibold. Modellen vann IABBS-designtävling 1970 som jordenruntseglare. 24 båtar tävlade i klassen. Den har sedan byggts i många exemplar runt om i världen av flera varv och i olika material: trä, glasfiber (Stratimer i Frankrike, Belliure i Spanien), stål och ferrocement (Windboats Ltd i England, och av hemmabyggare).
Andra senare modeller är: Endurance 37, 40 och 44.
Segelbåten har en kraftig förskjuten lång köl som ger ett beteende som uppskattas av långfärdsseglare. Den finns riggad som ketch eller som cutter. Dimensioner: L.O.A. 10,8 m, bredd 3,3 m, djup 1,6 m, deplacement 8,8 ton och segel area 84 kvadratmeter. Priset för ett fabrikstillverkat fc-skrov var 1972 £ 2573 och för en komplett båt £ 15 425.

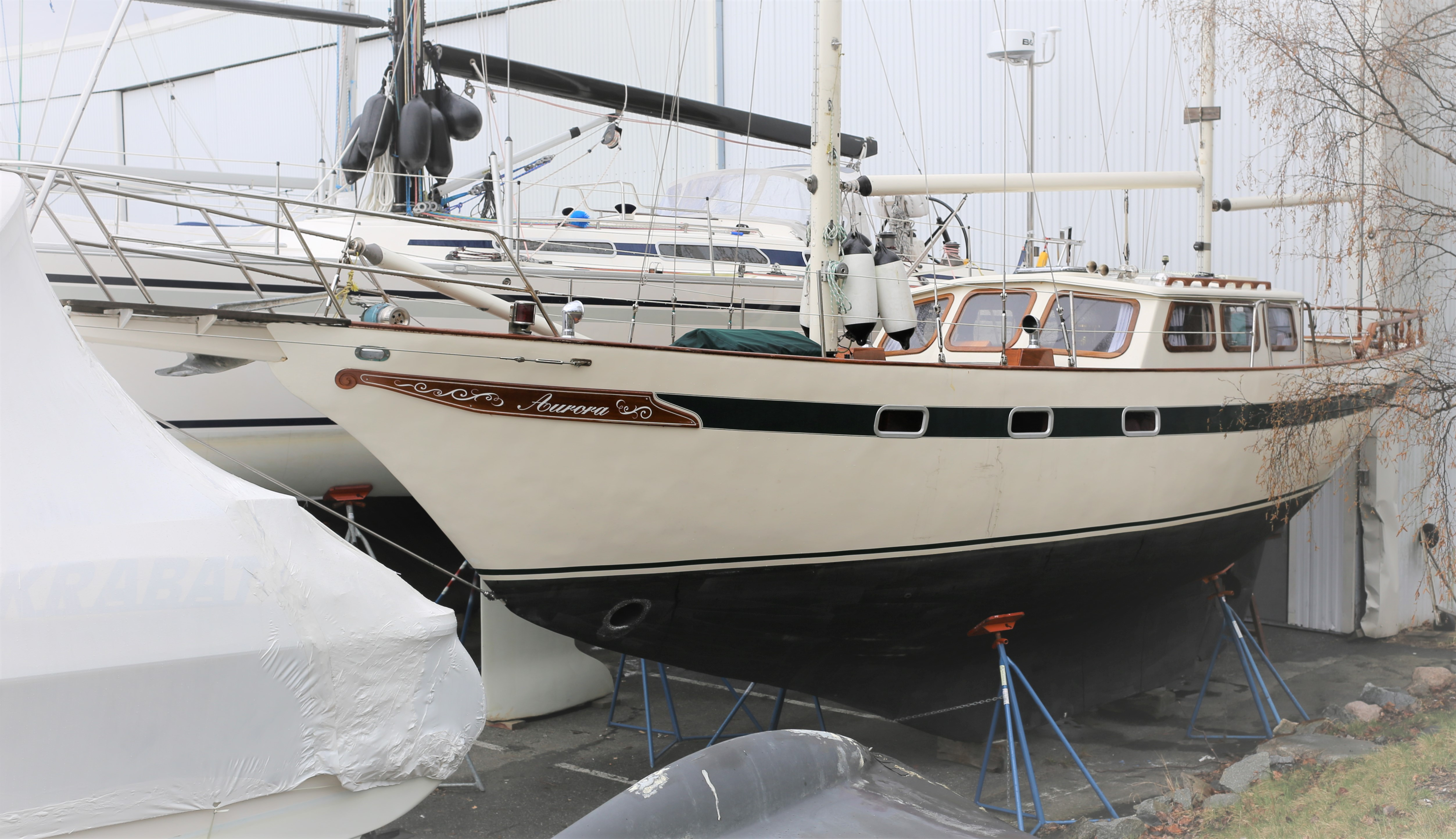
Endurance 35 i ferrocement byggd i Sverige 2009